# Гостиничный номер (фильм)
«Гостиничный номер» — итальянская кинокомедия режиссера Марио Моничелли.

## Сюжет
Группа молодых кинематографистов решает сказать новое слово в искусстве и снять кино на основе  реальной жизни. Для этого они ставят скрытую камеру в номере отеля отца одного из создателей картины и, в течение года, кропотливо собирают материал. Проблемы начинаются при монтаже картины, когда режиссёры фильма решили продать права одной из кинокомпаний. Продюсер решает начать шантажировать создателей тем, что сообщит ничего не подозревающим «актёрам», что их снимали без согласия…

## В ролях
- Витторио Гассман  — Ачилле Менгарони
- Моника Витти — Фламиния
- Энрико Мотезано — Фаусто Талпони
- Рожер Пьерре — Тонино Акрочча
- Беатрис Бруно — Эмма

## Премии и награды
- 1981 — Премия Давид ди Донателло[1]
  - Лучший монтаж